# Padang Laru
Padang Laru is een bestuurslaag in het regentschap Mandailing Natal van de provincie Noord-Sumatra, Indonesië. Padang Laru telt 767 inwoners (volkstelling 2010).